# Історія освоєння мінеральних ресурсів Індонезії
Історія освоєння мінеральних ресурсів Індонезії
Перші умовні свідчення використання каменя в Індонезії відносять до еоплейстоцену і пов'язують з винайденими рештками пітекантропів (датують віком 1,5 млн років тому). До II тис. до н. е. камінь залишався головною сировиною для виготовлення знарядь. З кінця II тис. до н. е. тут з'являються перші бронзові предмети (розташування давніх мідних копалень не встановлено), а в I тис. до н. е. — залізо.
В доколоніальний період мінеральні ресурси країни використовувалися слабко. За часів династії Маджапахід (XV ст.) на острові Карімата видобували залізні руди, на Калімантані — алмази, в невеликій кількості видобували також руди олова і поліметалів (свинцю та цинку).
Виникнення і розвиток гірничої промисловості пов'язані з діяльністю голландських підприємців після колоніальної експансії в Індонезію в XVII ст. Поклади олова на острові Банка були відомі голландцям з 1710 р., а промислова розробка і експорт в Європу почався з 1717 р. При цьому динаміка видобутку постійно збільшувалась — з XVIII до XIX ст. він зріс у 3 рази і становив до 1250 т на рік. Цікавою історичною особливістю було олов'яне піратство, яке стало справжньою проблемою для колоніальної адміністрації.
У XIX ст. на островах Індонезії видобували також золото, вугілля, алмази, сірку. Нафта виявлена в 1880–1890 рр. (Ява (острів), Суматра, Калімантан). Розробку провадили компанії «Royal Dutch» s «Shell». У 1890 р. видобували: олова — 12750 т; вугілля — 8 тис. т; нафти — 1 тис. т, а в 1900 р. на загал суттєво більше: олова — 188 тис. т; вугілля — 23 тис. т; нафти — 363 тис. т. У XX ст. в Індонезію прийшов капітал США, Великої Британії, Японії. На початку 1940-х рр. частка іноземного капіталу в промисловості становила: Нідерланди — 55 %; [Велика Британія] — 18 %; Китай — 11 %; США — 9 %; Японія — 4 %. З 1960-х рр. починається новий етап розвитку гірничодобувної промисловості, суттєво збільшується видобуток нафти, олова, нікелю, бокситів, почався видобуток мідних руд (попутно — золота та срібла).
Сьогодні на території Індонезії відомі великі родовища нафти і газу, кам'яного і бурого вугілля, руд заліза, міді, нікелю, олова, бокситів, сірки. Є середні і дрібні родовища руд марганцю, хрому, свинцю і цинку, золота, срібла, молібдену, алмазів, фосфоритів, вогнетривких і будівельних матеріалів (вапняків, доломіту, мергелю, кварцового піску, глин, пемзи, азбесту). Частка гірничої промисловості у ВВП країни в кінці XX ст. — 15 %. Вона має яскраво виражений експертний характер. На межі XX–XXI ст. місце гірничодобувної промисловості Індонезії в світовій визначається в першу чергу оловодобувною, нікелевою, золотодобувною і нафтогазовою галузями. За виробництвом олов'яного концентрату, видобутком нікелевої руди і природного газу Індонезія входить до числа п'яти найбільших продуцентів у світі, золота — в число семи (у 1996 р. країна виробила 92,1 т золота, в 1997 р. — 101,4 т), а за видобутком нафти — в число десяти. Основні райони видобутку корисних копалин — о. Суматра і сусідні острови (Бінтан, Банка, Белітунг, Сінкеп), де зосереджено весь видобуток вугілля, олова, бокситів, нафти і газу. Функціонує 12 великих гірничих і гірничо-металургійних та 27 геологорозвідувальних компаній. В гірничій промисловості зайнято 30 тис. чоловік, надходження від експорту продукції становлять приблизно $3 млрд/рік.
Підготовку кадрів гірничо-геологічного профілю здійснюють в Університеті Бандунга (1950 р.) та Технологічному інституті (1959 р.), а геологів також в Університеті м. Джок'якарта (Центральна Ява).